# Zeitakubyō
Zeitakubyō è il primo album studio del gruppo musicale post-hardcore giapponese One Ok Rock, uscito il 21 novembre 2007.  Ha raggiunto il quindicesimo posto nella classifica oricon dove è rimasto per nove settimane vendendo un totale di 26,000 copie.

## Tracce
1. Naihi Shinsho (内秘心書) – 3:49
2. Borderline – 3:42
3. (You Can Do)Everything – 3:38
4. Yoru ni Shika Sakanai Mangetsu (夜にしか咲かない満月) – 4:00
5. Yume Yume (努努-ゆめゆめ) – 3:16
6. Kagerō (カゲロウ) – 4:08
7. Lujo – 4:08
8. Kemuri (ケムリ) – 4:23
9. Yokubō ni Michi ta Seinendan (欲望に満ちた青年団) – 3:22
10. Et Cetera (エトセトラ) – 4:34
11. A New One for All, All for the New One – 4:46